# صندوق النقد الآسيوي
صندوق النقد الاسيوي (بالإنجليزية: Asian Monetary Fund (AMF))‏ هو فكرة مؤسسة مقترحة قامت بطرحها الحكومة اليابانية خلال الازمة المالية الاسيوية، والتي حدثت في عام 1997، أثناء انعقاد اجتماعات مجموعة الدول الصناعية السبع-IMF في مدينة هونغ كونج بجمهورية الصين الشعبية خلال الفترة الزمنية التي حدثت مابين 20-25 من شهر ايلول 1997 والتي لم يتم تنفيذها بعد الاجتماع المنعقد.
كان الاقتراح يتضمن على تشكيل وتكوين مؤسسة عمل من اجل إنشاء وتكوين شبكة اقليمية تقوم بتمويلها الدول الاسيوية من أجل التغلب على الازمات والصعوبات الاقتصادية الحالية والمستقبلية. خلال الازمة المالية الاسيوية عام 1997، واجه القادة والرؤساء الآسيويون مشاكل وصعوبات في التعامل مع جميع المؤسسات الإقليمية والدولية مثل صعوبتهم في التعامل مع رابطة دول جنوب شرق آسيا (الآسيان) وبعض المؤسسات الأخرى وعلى وجه الخصوص صندوق النقد الدولي (AMF). كان على بعض الدول مثل إندونيسيا و‌جمهورية كوريا و‌تايلاند اللجوء إلى عملية كفالة إنقاذ مالية من خلال التعامل مع صندوق النقد الدولي. ومع ذلك، أثارت الشروط والالتزامات الصارمة لعمليات إنقاذ صندوق النقد الدولي السخط وعدم الرضا بين الدول الآسيوية. كان هذا الاستياء والسخط يرجع إلى حد كبير إلى أن الدول الآسيوية لم يكن لها تأثير يذكر على التدابير والتعامل مع حل الأزمات في صندوق النقد الدولي وعدم توافر الخبرة اللازمة لحل المشكلات الاقتصادية على الرغم من كون صندوق النقد الدولي منظمة دولية وعالمية. وهنالك مصدر آخر للاستياء كان بسبب التقلبات المالية المتعلقة بالدولار الأمريكي وعدم استقرار العملة الأمريكية. وبصورة أكثر دقة، نشأت صعوبات ومشاكل لأنه خلال معظم فترة التسعينات، طبقت بلدان مثل تايلاند وإندونيسيا إلى حد كبير أنظمة سعر الصرف الثابت مع ربط عملاتها بالدولار الأمريكي. أدى اقتراح إنشاء صندوق النقد العربي إلى حدوث ونشوء خلاف حاد بين المسؤولين اليابانيين والمسؤولين في الولايات المتحدة الأمريكية بسبب أفعال وزارة الخزانة الأمريكية، والتي لم يتم التشاور معها بشأن الاقتراح، فلم يتم تأييد فكرة إنشاء صندوق النقد العربي. في محاولة للتصدي والمواجهة لهذه المعارضة من الولايات المتحدة والتردد وعدم اتخاذ قرار بشأن دعم الصين، لم يتم تأسيس صندوق النقد الآسيوي على الإطلاق.